# Антимонид трипалладия
Антимонид трипалладия — бинарное неорганическое соединение
палладия и сурьмы
с формулой Pd3Sb,
кристаллы.

## Получение
- Нагревание чистых веществ в вакууме:

{\displaystyle {\mathsf {3Pd+Sb\ {\xrightarrow {1220^{o}C}}\ Pd_{3}Sb}}}

## Физические свойства
Антимонид трипалладия образует кристаллы
кубической сингонии,
пространственная группа F d3m,
параметры ячейки a = 0,63905 нм, Z = 4.